# 1650
Portal Geschichte | Portal Biografien | Aktuelle Ereignisse | Jahreskalender | Tagesartikel

◄ |
16. Jahrhundert |
17. Jahrhundert
| 18. Jahrhundert | ►

◄ |
1620er |
1630er |
1640er |
1650er
| 1660er | 1670er | 1680er | ►

◄◄ |
◄ |
1646 |
1647 |
1648 |
1649 |
1650
| 1651 | 1652 | 1653 | 1654 | ► | ►►
Staatsoberhäupter  · Nekrolog   · Musikjahr
| Januar | Januar | Januar | Januar | Januar | Januar | Januar | Januar |
| Kw     | Mo     | Di     | Mi     | Do     | Fr     | Sa     | So     |
| ------ | ------ | ------ | ------ | ------ | ------ | ------ | ------ |
| 52     |        |        |        |        |        | 1      | 2      |
| 1      | 3      | 4      | 5      | 6      | 7      | 8      | 9      |
| 2      | 10     | 11     | 12     | 13     | 14     | 15     | 16     |
| 3      | 17     | 18     | 19     | 20     | 21     | 22     | 23     |
| 4      | 24     | 25     | 26     | 27     | 28     | 29     | 30     |
| 5      | 31     |        |        |        |        |        |        |

| Februar | Februar | Februar | Februar | Februar | Februar | Februar | Februar |
| Kw      | Mo      | Di      | Mi      | Do      | Fr      | Sa      | So      |
| ------- | ------- | ------- | ------- | ------- | ------- | ------- | ------- |
| 5       |         | 1       | 2       | 3       | 4       | 5       | 6       |
| 6       | 7       | 8       | 9       | 10      | 11      | 12      | 13      |
| 7       | 14      | 15      | 16      | 17      | 18      | 19      | 20      |
| 8       | 21      | 22      | 23      | 24      | 25      | 26      | 27      |
| 9       | 28      |         |         |         |         |         |         |

| März | März | März | März | März | März | März | März |
| Kw   | Mo   | Di   | Mi   | Do   | Fr   | Sa   | So   |
| ---- | ---- | ---- | ---- | ---- | ---- | ---- | ---- |
| 9    |      | 1    | 2    | 3    | 4    | 5    | 6    |
| 10   | 7    | 8    | 9    | 10   | 11   | 12   | 13   |
| 11   | 14   | 15   | 16   | 17   | 18   | 19   | 20   |
| 12   | 21   | 22   | 23   | 24   | 25   | 26   | 27   |
| 13   | 28   | 29   | 30   | 31   |      |      |      |

| April | April | April | April | April | April | April | April |
| Kw    | Mo    | Di    | Mi    | Do    | Fr    | Sa    | So    |
| ----- | ----- | ----- | ----- | ----- | ----- | ----- | ----- |
| 13    |       |       |       |       | 1     | 2     | 3     |
| 14    | 4     | 5     | 6     | 7     | 8     | 9     | 10    |
| 15    | 11    | 12    | 13    | 14    | 15    | 16    | 17    |
| 16    | 18    | 19    | 20    | 21    | 22    | 23    | 24    |
| 17    | 25    | 26    | 27    | 28    | 29    | 30    |       |

| Mai | Mai | Mai | Mai | Mai | Mai | Mai | Mai |
| Kw  | Mo  | Di  | Mi  | Do  | Fr  | Sa  | So  |
| --- | --- | --- | --- | --- | --- | --- | --- |
| 17  |     |     |     |     |     |     | 1   |
| 18  | 2   | 3   | 4   | 5   | 6   | 7   | 8   |
| 19  | 9   | 10  | 11  | 12  | 13  | 14  | 15  |
| 20  | 16  | 17  | 18  | 19  | 20  | 21  | 22  |
| 21  | 23  | 24  | 25  | 26  | 27  | 28  | 29  |
| 22  | 30  | 31  |     |     |     |     |     |

| Juni | Juni | Juni | Juni | Juni | Juni | Juni | Juni |
| Kw   | Mo   | Di   | Mi   | Do   | Fr   | Sa   | So   |
| ---- | ---- | ---- | ---- | ---- | ---- | ---- | ---- |
| 22   |      |      | 1    | 2    | 3    | 4    | 5    |
| 23   | 6    | 7    | 8    | 9    | 10   | 11   | 12   |
| 24   | 13   | 14   | 15   | 16   | 17   | 18   | 19   |
| 25   | 20   | 21   | 22   | 23   | 24   | 25   | 26   |
| 26   | 27   | 28   | 29   | 30   |      |      |      |

| Juli | Juli | Juli | Juli | Juli | Juli | Juli | Juli |
| Kw   | Mo   | Di   | Mi   | Do   | Fr   | Sa   | So   |
| ---- | ---- | ---- | ---- | ---- | ---- | ---- | ---- |
| 26   |      |      |      |      | 1    | 2    | 3    |
| 27   | 4    | 5    | 6    | 7    | 8    | 9    | 10   |
| 28   | 11   | 12   | 13   | 14   | 15   | 16   | 17   |
| 29   | 18   | 19   | 20   | 21   | 22   | 23   | 24   |
| 30   | 25   | 26   | 27   | 28   | 29   | 30   | 31   |

| August | August | August | August | August | August | August | August |
| Kw     | Mo     | Di     | Mi     | Do     | Fr     | Sa     | So     |
| ------ | ------ | ------ | ------ | ------ | ------ | ------ | ------ |
| 31     | 1      | 2      | 3      | 4      | 5      | 6      | 7      |
| 32     | 8      | 9      | 10     | 11     | 12     | 13     | 14     |
| 33     | 15     | 16     | 17     | 18     | 19     | 20     | 21     |
| 34     | 22     | 23     | 24     | 25     | 26     | 27     | 28     |
| 35     | 29     | 30     | 31     |        |        |        |        |

| September | September | September | September | September | September | September | September |
| Kw        | Mo        | Di        | Mi        | Do        | Fr        | Sa        | So        |
| --------- | --------- | --------- | --------- | --------- | --------- | --------- | --------- |
| 35        |           |           |           | 1         | 2         | 3         | 4         |
| 36        | 5         | 6         | 7         | 8         | 9         | 10        | 11        |
| 37        | 12        | 13        | 14        | 15        | 16        | 17        | 18        |
| 38        | 19        | 20        | 21        | 22        | 23        | 24        | 25        |
| 39        | 26        | 27        | 28        | 29        | 30        |           |           |

| Oktober | Oktober | Oktober | Oktober | Oktober | Oktober | Oktober | Oktober |
| Kw      | Mo      | Di      | Mi      | Do      | Fr      | Sa      | So      |
| ------- | ------- | ------- | ------- | ------- | ------- | ------- | ------- |
| 39      |         |         |         |         |         | 1       | 2       |
| 40      | 3       | 4       | 5       | 6       | 7       | 8       | 9       |
| 41      | 10      | 11      | 12      | 13      | 14      | 15      | 16      |
| 42      | 17      | 18      | 19      | 20      | 21      | 22      | 23      |
| 43      | 24      | 25      | 26      | 27      | 28      | 29      | 30      |
| 44      | 31      |         |         |         |         |         |         |

| November | November | November | November | November | November | November | November |
| Kw       | Mo       | Di       | Mi       | Do       | Fr       | Sa       | So       |
| -------- | -------- | -------- | -------- | -------- | -------- | -------- | -------- |
| 44       |          | 1        | 2        | 3        | 4        | 5        | 6        |
| 45       | 7        | 8        | 9        | 10       | 11       | 12       | 13       |
| 46       | 14       | 15       | 16       | 17       | 18       | 19       | 20       |
| 47       | 21       | 22       | 23       | 24       | 25       | 26       | 27       |
| 48       | 28       | 29       | 30       |          |          |          |          |

| Dezember | Dezember | Dezember | Dezember | Dezember | Dezember | Dezember | Dezember |
| Kw       | Mo       | Di       | Mi       | Do       | Fr       | Sa       | So       |
| -------- | -------- | -------- | -------- | -------- | -------- | -------- | -------- |
| 48       |          |          |          | 1        | 2        | 3        | 4        |
| 49       | 5        | 6        | 7        | 8        | 9        | 10       | 11       |
| 50       | 12       | 13       | 14       | 15       | 16       | 17       | 18       |
| 51       | 19       | 20       | 21       | 22       | 23       | 24       | 25       |
| 52       | 26       | 27       | 28       | 29       | 30       | 31       |          |

| Januar | Januar | Januar | Januar | Januar | Januar | Januar | Januar |
| Kw     | Mo     | Di     | Mi     | Do     | Fr     | Sa     | So     |
| ------ | ------ | ------ | ------ | ------ | ------ | ------ | ------ |
| 52     |        |        |        |        |        | 1      | 2      |
| 1      | 3      | 4      | 5      | 6      | 7      | 8      | 9      |
| 2      | 10     | 11     | 12     | 13     | 14     | 15     | 16     |
| 3      | 17     | 18     | 19     | 20     | 21     | 22     | 23     |
| 4      | 24     | 25     | 26     | 27     | 28     | 29     | 30     |
| 5      | 31     |        |        |        |        |        |        |

| Februar | Februar | Februar | Februar | Februar | Februar | Februar | Februar |
| Kw      | Mo      | Di      | Mi      | Do      | Fr      | Sa      | So      |
| ------- | ------- | ------- | ------- | ------- | ------- | ------- | ------- |
| 5       |         | 1       | 2       | 3       | 4       | 5       | 6       |
| 6       | 7       | 8       | 9       | 10      | 11      | 12      | 13      |
| 7       | 14      | 15      | 16      | 17      | 18      | 19      | 20      |
| 8       | 21      | 22      | 23      | 24      | 25      | 26      | 27      |
| 9       | 28      |         |         |         |         |         |         |

| März | März | März | März | März | März | März | März |
| Kw   | Mo   | Di   | Mi   | Do   | Fr   | Sa   | So   |
| ---- | ---- | ---- | ---- | ---- | ---- | ---- | ---- |
| 9    |      | 1    | 2    | 3    | 4    | 5    | 6    |
| 10   | 7    | 8    | 9    | 10   | 11   | 12   | 13   |
| 11   | 14   | 15   | 16   | 17   | 18   | 19   | 20   |
| 12   | 21   | 22   | 23   | 24   | 25   | 26   | 27   |
| 13   | 28   | 29   | 30   | 31   |      |      |      |

| April | April | April | April | April | April | April | April |
| Kw    | Mo    | Di    | Mi    | Do    | Fr    | Sa    | So    |
| ----- | ----- | ----- | ----- | ----- | ----- | ----- | ----- |
| 13    |       |       |       |       | 1     | 2     | 3     |
| 14    | 4     | 5     | 6     | 7     | 8     | 9     | 10    |
| 15    | 11    | 12    | 13    | 14    | 15    | 16    | 17    |
| 16    | 18    | 19    | 20    | 21    | 22    | 23    | 24    |
| 17    | 25    | 26    | 27    | 28    | 29    | 30    |       |

| Mai | Mai | Mai | Mai | Mai | Mai | Mai | Mai |
| Kw  | Mo  | Di  | Mi  | Do  | Fr  | Sa  | So  |
| --- | --- | --- | --- | --- | --- | --- | --- |
| 17  |     |     |     |     |     |     | 1   |
| 18  | 2   | 3   | 4   | 5   | 6   | 7   | 8   |
| 19  | 9   | 10  | 11  | 12  | 13  | 14  | 15  |
| 20  | 16  | 17  | 18  | 19  | 20  | 21  | 22  |
| 21  | 23  | 24  | 25  | 26  | 27  | 28  | 29  |
| 22  | 30  | 31  |     |     |     |     |     |

| Juni | Juni | Juni | Juni | Juni | Juni | Juni | Juni |
| Kw   | Mo   | Di   | Mi   | Do   | Fr   | Sa   | So   |
| ---- | ---- | ---- | ---- | ---- | ---- | ---- | ---- |
| 22   |      |      | 1    | 2    | 3    | 4    | 5    |
| 23   | 6    | 7    | 8    | 9    | 10   | 11   | 12   |
| 24   | 13   | 14   | 15   | 16   | 17   | 18   | 19   |
| 25   | 20   | 21   | 22   | 23   | 24   | 25   | 26   |
| 26   | 27   | 28   | 29   | 30   |      |      |      |

| Juli | Juli | Juli | Juli | Juli | Juli | Juli | Juli |
| Kw   | Mo   | Di   | Mi   | Do   | Fr   | Sa   | So   |
| ---- | ---- | ---- | ---- | ---- | ---- | ---- | ---- |
| 26   |      |      |      |      | 1    | 2    | 3    |
| 27   | 4    | 5    | 6    | 7    | 8    | 9    | 10   |
| 28   | 11   | 12   | 13   | 14   | 15   | 16   | 17   |
| 29   | 18   | 19   | 20   | 21   | 22   | 23   | 24   |
| 30   | 25   | 26   | 27   | 28   | 29   | 30   | 31   |

| August | August | August | August | August | August | August | August |
| Kw     | Mo     | Di     | Mi     | Do     | Fr     | Sa     | So     |
| ------ | ------ | ------ | ------ | ------ | ------ | ------ | ------ |
| 31     | 1      | 2      | 3      | 4      | 5      | 6      | 7      |
| 32     | 8      | 9      | 10     | 11     | 12     | 13     | 14     |
| 33     | 15     | 16     | 17     | 18     | 19     | 20     | 21     |
| 34     | 22     | 23     | 24     | 25     | 26     | 27     | 28     |
| 35     | 29     | 30     | 31     |        |        |        |        |

| September | September | September | September | September | September | September | September |
| Kw        | Mo        | Di        | Mi        | Do        | Fr        | Sa        | So        |
| --------- | --------- | --------- | --------- | --------- | --------- | --------- | --------- |
| 35        |           |           |           | 1         | 2         | 3         | 4         |
| 36        | 5         | 6         | 7         | 8         | 9         | 10        | 11        |
| 37        | 12        | 13        | 14        | 15        | 16        | 17        | 18        |
| 38        | 19        | 20        | 21        | 22        | 23        | 24        | 25        |
| 39        | 26        | 27        | 28        | 29        | 30        |           |           |

| Oktober | Oktober | Oktober | Oktober | Oktober | Oktober | Oktober | Oktober |
| Kw      | Mo      | Di      | Mi      | Do      | Fr      | Sa      | So      |
| ------- | ------- | ------- | ------- | ------- | ------- | ------- | ------- |
| 39      |         |         |         |         |         | 1       | 2       |
| 40      | 3       | 4       | 5       | 6       | 7       | 8       | 9       |
| 41      | 10      | 11      | 12      | 13      | 14      | 15      | 16      |
| 42      | 17      | 18      | 19      | 20      | 21      | 22      | 23      |
| 43      | 24      | 25      | 26      | 27      | 28      | 29      | 30      |
| 44      | 31      |         |         |         |         |         |         |

| November | November | November | November | November | November | November | November |
| Kw       | Mo       | Di       | Mi       | Do       | Fr       | Sa       | So       |
| -------- | -------- | -------- | -------- | -------- | -------- | -------- | -------- |
| 44       |          | 1        | 2        | 3        | 4        | 5        | 6        |
| 45       | 7        | 8        | 9        | 10       | 11       | 12       | 13       |
| 46       | 14       | 15       | 16       | 17       | 18       | 19       | 20       |
| 47       | 21       | 22       | 23       | 24       | 25       | 26       | 27       |
| 48       | 28       | 29       | 30       |          |          |          |          |

| Dezember | Dezember | Dezember | Dezember | Dezember | Dezember | Dezember | Dezember |
| Kw       | Mo       | Di       | Mi       | Do       | Fr       | Sa       | So       |
| -------- | -------- | -------- | -------- | -------- | -------- | -------- | -------- |
| 48       |          |          |          | 1        | 2        | 3        | 4        |
| 49       | 5        | 6        | 7        | 8        | 9        | 10       | 11       |
| 50       | 12       | 13       | 14       | 15       | 16       | 17       | 18       |
| 51       | 19       | 20       | 21       | 22       | 23       | 24       | 25       |
| 52       | 26       | 27       | 28       | 29       | 30       | 31       |          |

## Ereignisse

### Politik und Weltgeschehen

#### England / Schottland / Irland

##### Irland
- April bis Mai: Die Belagerung von Clonmel endet mit der Eroberung der von einer 1.500 Mann starken Truppe unter Hugh Dubh O’Neill gehaltenen irischen Stadt Clonmel durch die New Model Army unter Oliver Cromwell.
- 10. Mai: Bei der Rückeroberung Irlands besiegt die englische Parlamentsarmee unter Roger Boyle irische Truppen in der Schlacht von Macroom.
- Mai: Oliver Cromwell verlässt Irland, um den Aufstand in Schottland niederzuschlagen und übergibt den Oberbefehl in Irland an seinen Schwiegersohn Henry Ireton.
- Mai: Die erste Belagerung von Limerick muss wegen des Wetters bald wieder abgebrochen werden.
- 21. Juni: Die Schlacht von Scarrifholis endet mit einem vernichtenden Sieg der englischen Parlamentstruppen über irische Konföderationseinheiten, die rund 75 % ihrer Männer verlieren.
- Juni bis August: In der zweiten Belagerung von Waterford gelingt die Einnahme der Stadt Waterford im Südosten Irlands durch die Parlamentstruppen. Damit fällt der letzte Stützpunkt der Iren östlich des Shannon.
- Dezember: James Butler, 1. Duke of Ormonde, Befehlshaber der irischen Konföderationsarmee, flieht, demoralisiert durch die ständigen Niederlagen, nach Frankreich.

##### Schottland
- Nach dem Tod seines Vaters Karl I. wird Karl II. mit der Ausrufung zum König von Schottland in Edinburgh die Möglichkeit gegeben, den Thron Schottlands zu besteigen, wenn er das Scottish Covenant, die Zusicherung der Glaubensfreiheit für schottische Presbyterianer, unterzeichnet. Am 23. Juni mit seiner Ankunft in Schottland signiert er die Erklärung. In Schottland findet er so die nötige Unterstützung, um gegen Oliver Cromwell vorzugehen.
- ab 22. Juli: Oliver Cromwell landet in Schottland, um die Covenanters, die Royalisten in Schottland, zu bekämpfen.
- 3. September: Schottland wird in der Schlacht von Dunbar von Cromwell und seiner New Model Army besiegt.

#### Frankreich
- Januar: Die Anführer der Fronde, Louis II. de Bourbon, prince de Condé und Armand de Bourbon, prince de Conti, werden von Kardinal Jules Mazarin verhaftet und bis Anfang 1651 in Vincennes inhaftiert. Das führt zum sogenannten Aufstand der Prinzen.

#### Schweden

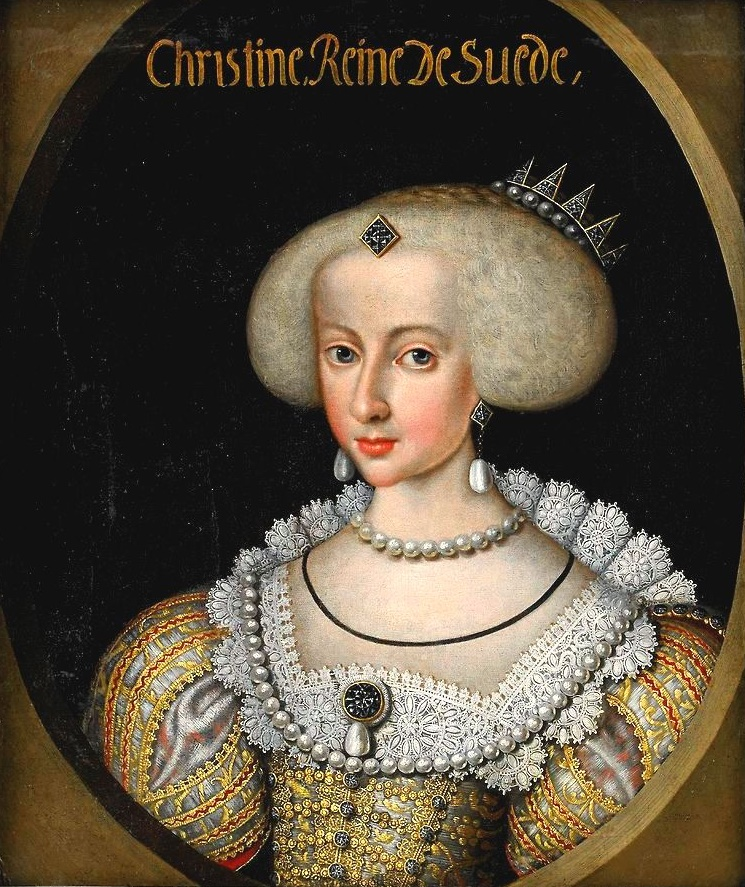
Frühes Porträt von Christina von Schweden um 1640 (Gemälde eines unbekannten Hofmalers)

- 20. Oktober: Die seit 1644 ihr Amt führende schwedische Königin Christina wird gekrönt. Nur wenig später gibt sie erstmals ihre Absicht bekannt, auf den Thron zu verzichten.

#### Heiliges Römisches Reich
- 26. Juli 1650: Als Folgevertrag zum Westfälischen Frieden unterzeichnen Vertreter der Reichsstände und die Hauptverhandler Pfalzgraf Karl Gustav für Schweden und Ottavio Piccolomini für den Kaiser den Friedensexekutionshauptrezess. Als Abschluss des Nürnberger Exekutionstages wird er auch kurz als Nürnberger Frieden bezeichnet.
- 27. September: Schloss Bötzow in Brandenburg wechselt den Besitzer und den Namen. Kurfürstin Luise Henriette erhält das Amt mit allen dazu gehörigen Dörfern, Äckern, Vorwerken, Schäfereien, Mühlen, Fischereien in der Havel, Karpfenteichen etc. auf Lebenszeit überschrieben.
- 19. November: Zwei Jahre nach Ende des Dreißigjährigen Krieges erlebte der Dresdner Hof eine Doppelhochzeit mit vierwöchigen Feierlichkeiten. Christian und Moritz, die letzten beiden ledigen Söhne des Kurfürsten Johann Georg I. von Sachsen, heirateten die holsteinischen Schwestern Christiana und Sophie Hedwig.

#### Malta

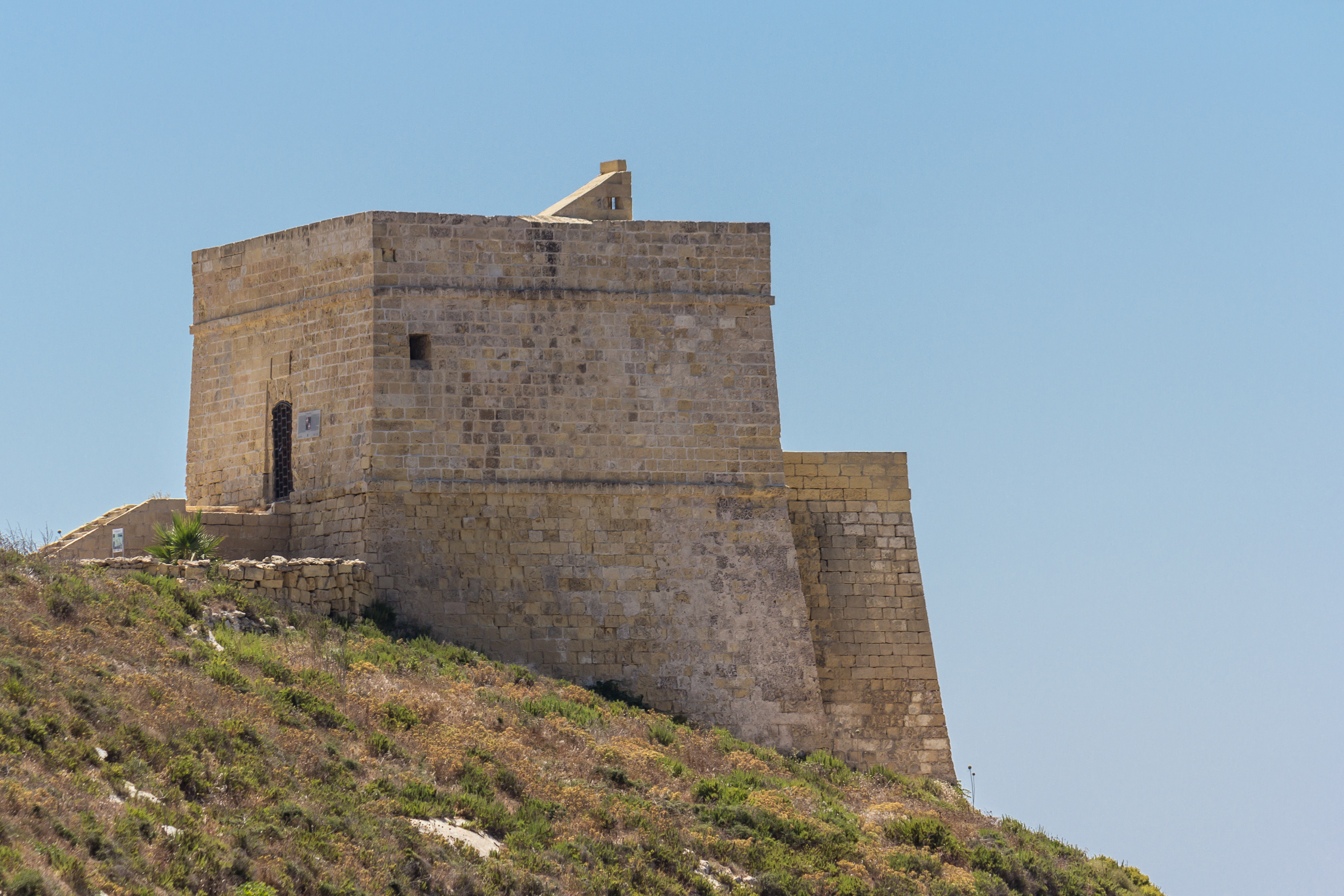
Xlendi Tower

- Unter Großmeister Jean de Lascaris-Castellar wird auf Gozo mit dem Xlendi Tower ein weiterer der sogenannten Lascaris Towers zur Befestigung Maltas errichtet.

### Wirtschaft
- 1. Juli: Die Einkommenden Zeitungen, die als erste Tageszeitung der Welt gilt, erscheint in Leipzig.
- Im Herbst wird die Calwer Zeughandlungskompagnie gegründet.

### Wissenschaft und Technik
- Erscheinen des Buches „Geographia generalis“ von Bernhard Varen, Bernhardius Varenius, Bezeichnung der Weltmeere

### Kultur

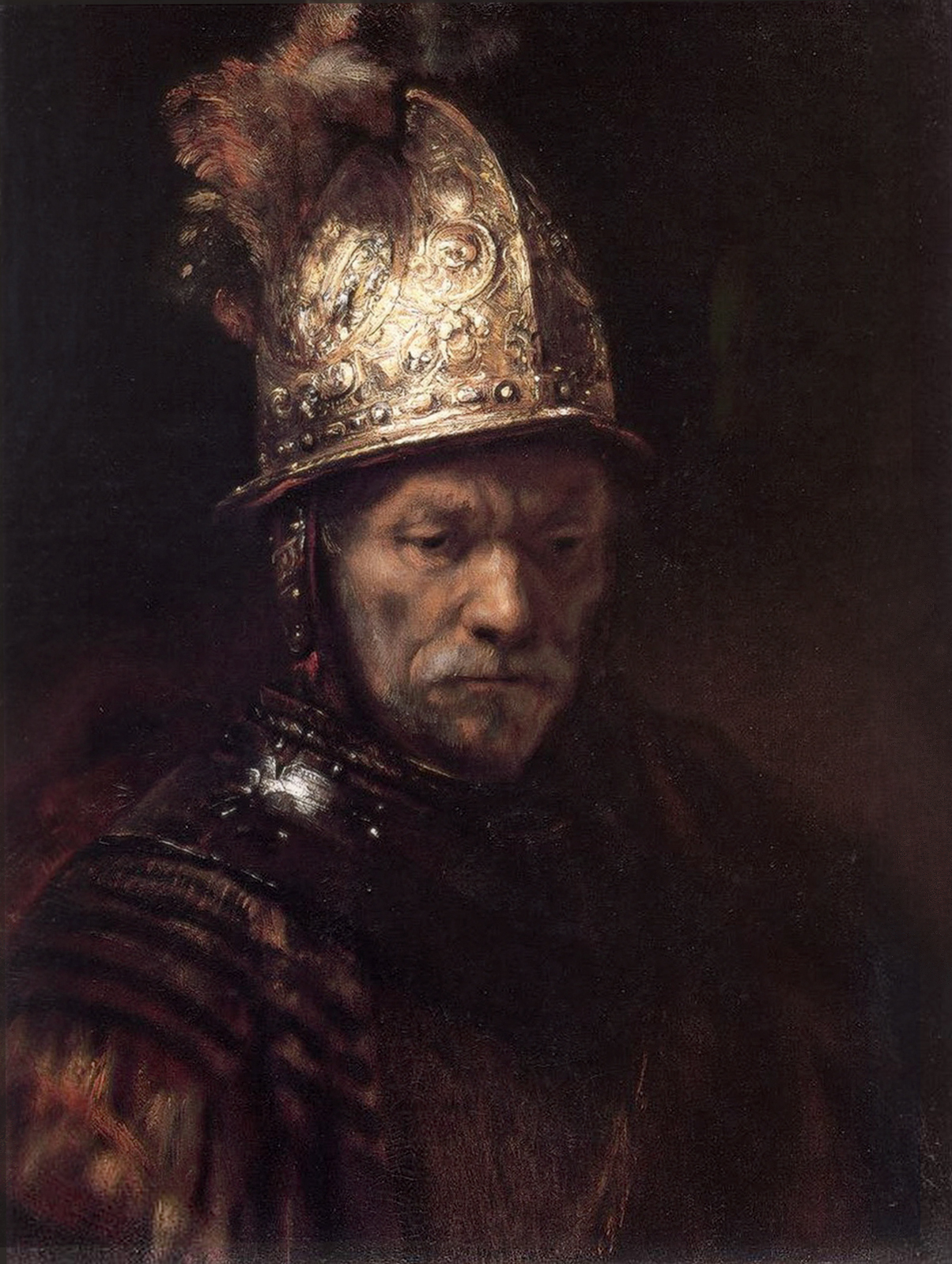
Der Mann mit dem Goldhelm

- Der Mann mit dem Goldhelm – inzwischen Rembrandts Umfeld zugeschrieben – entsteht.
- Frans Hals malt Junger Mann mit Handschuh.

### Gesellschaft

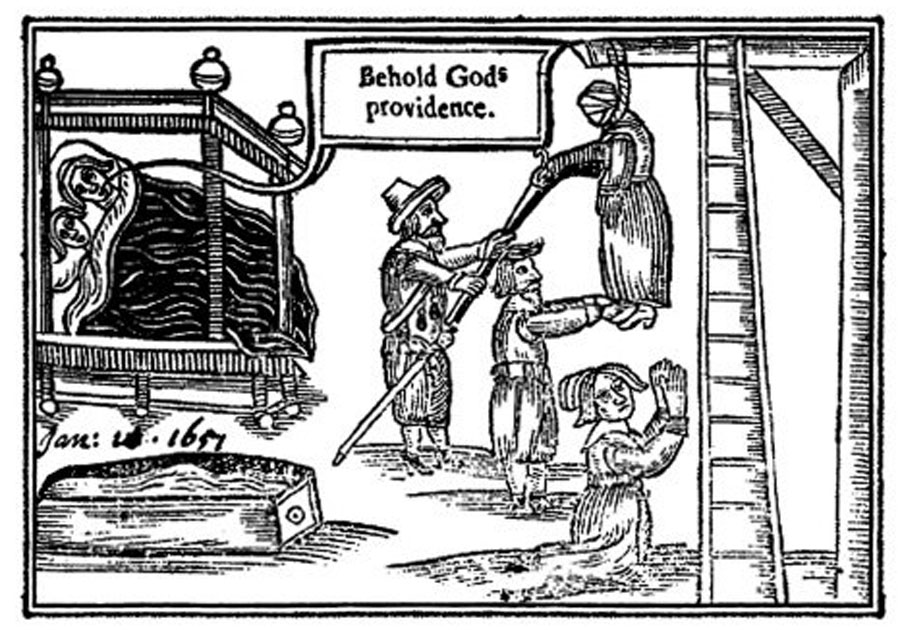
Hinrichtung von Anne Greene

- 14. Dezember: Das englische Dienstmädchen Anne Greene wird in Oxford wegen angeblicher Kindstötung gehängt, obwohl sie selbst eine Totgeburt ausgesagt hat. Sie überlebt die Hinrichtung und wird anschließend begnadigt.

### Religion
- Nach dem Tod seines Onkels Ferdinand von Bayern am 13. September wird Maximilian Heinrich von Bayern Erzbischof und Kurfürst von Köln, außerdem Bischof von Lüttich, Bischof von Hildesheim sowie Fürstpropst bzw. Kurkölnischer Administrator des Stiftes Berchtesgaden.

### Katastrophen
- Ein Erdbeben zerstört Cusco im Vizekönigreich Peru.

## Historische Karten und Ansichten

Merian, Topographia Germaniae
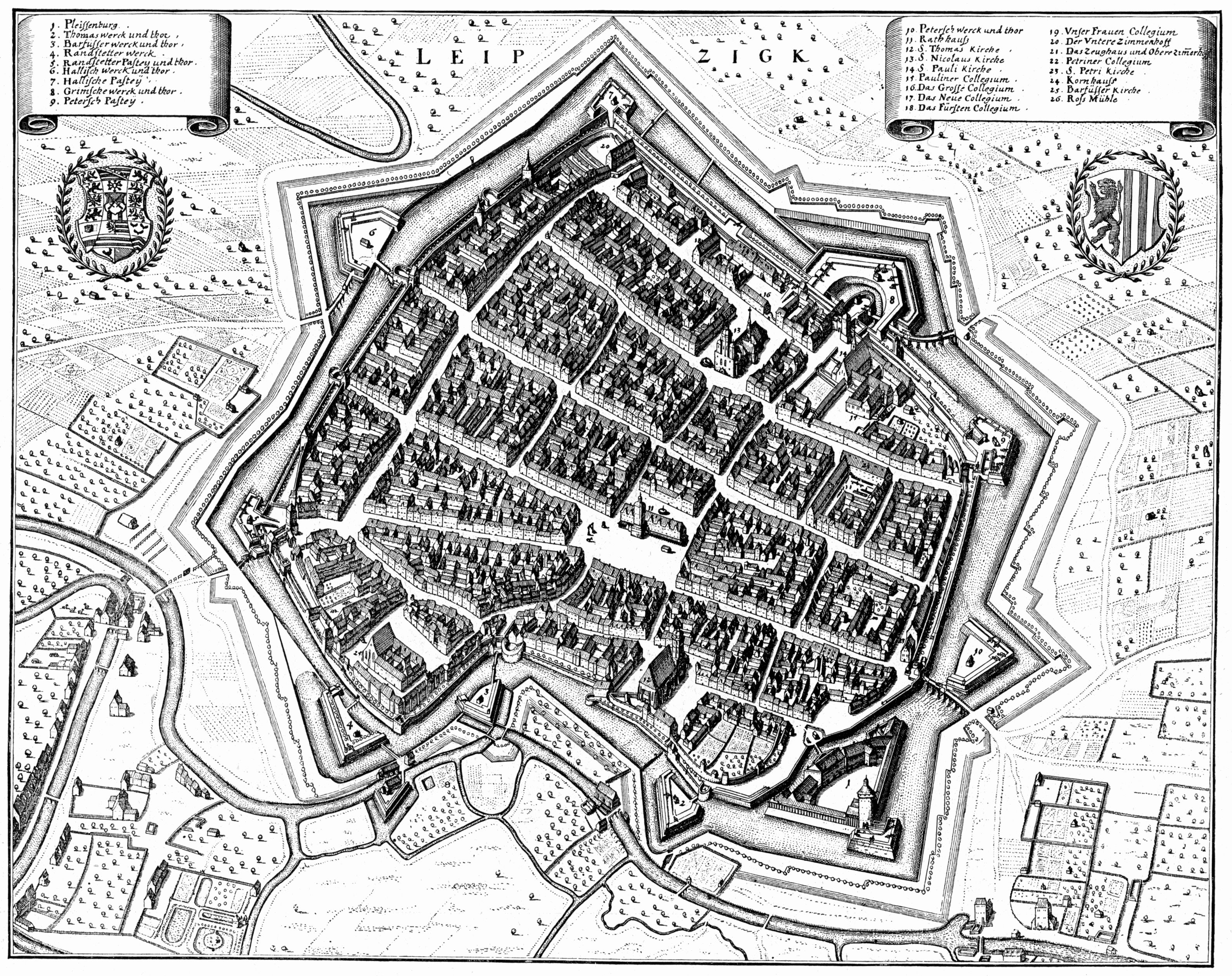
Leipzig 1650 (nicht genordet)
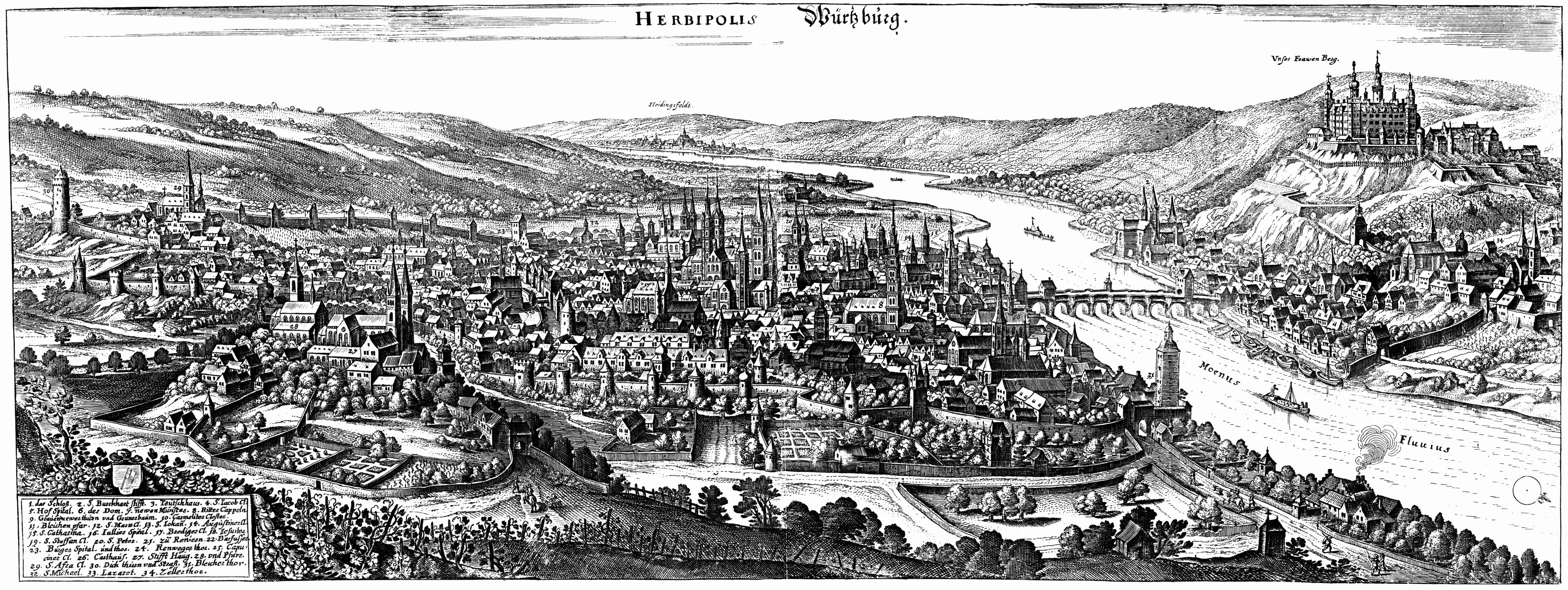
Würzburg 1650
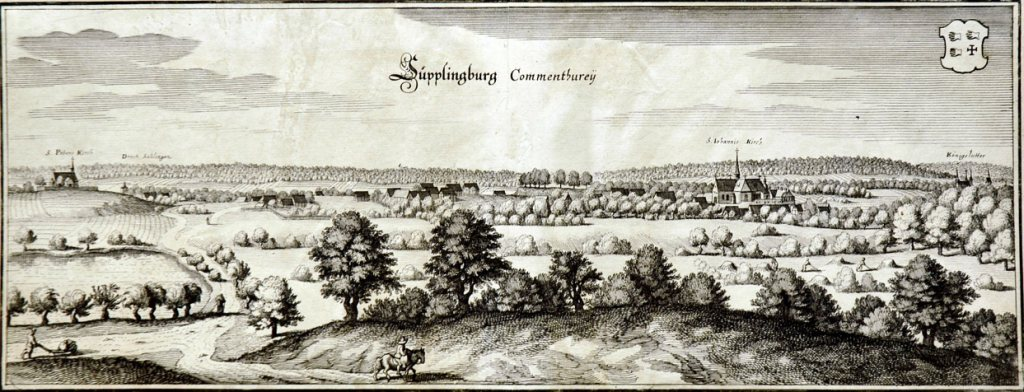
Süpplingenburg 1650
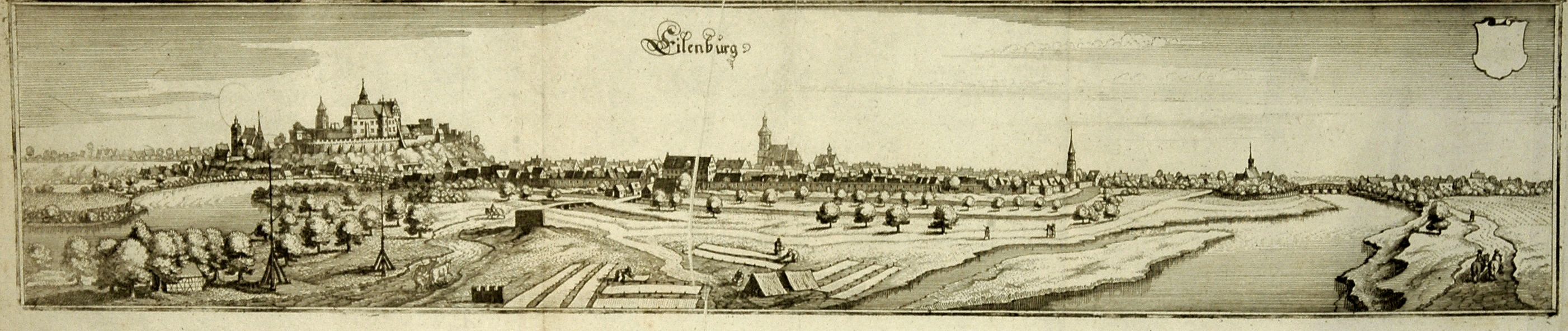
Eilenburg um 1650 von Matthäus Merian
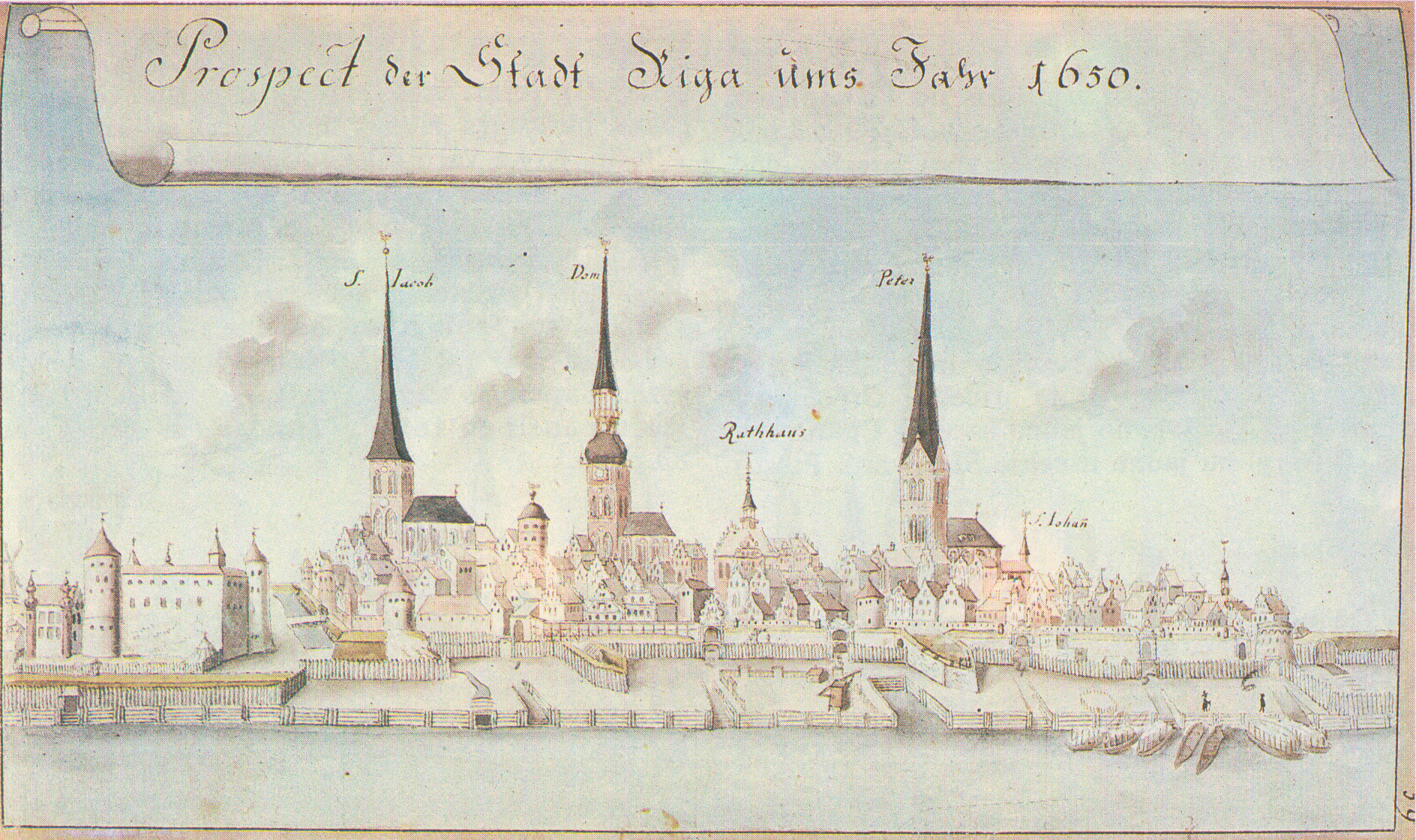
Riga 1650
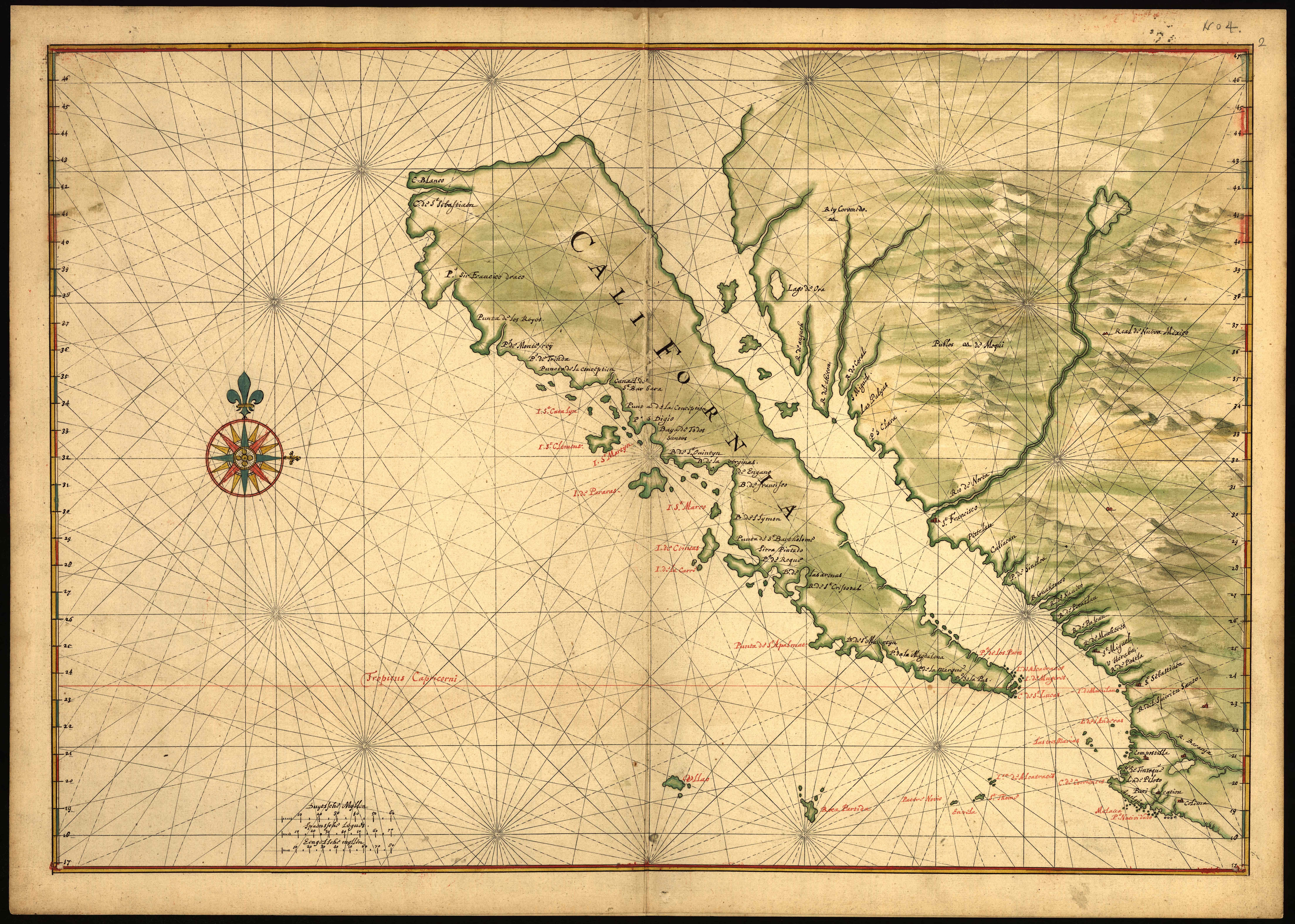
„Insel“ Kalifornien, ca. 1650

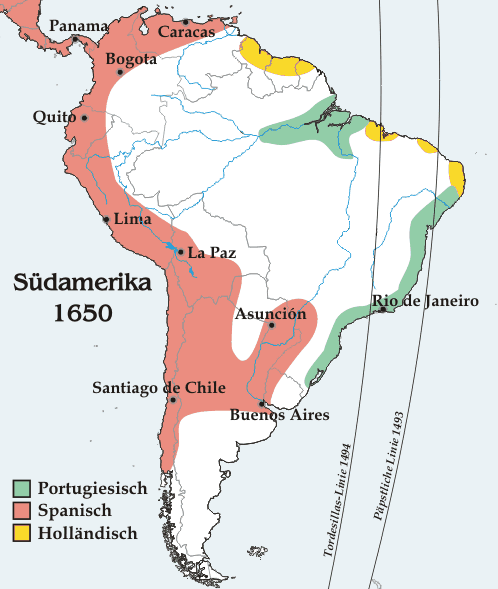
Südamerika 1650

## Geboren

### Geburtsdatum gesichert
- 15. Januar: Cyriakus Günther, Kirchenlieddichter († 1704)
- 25. Januar: Georg Bose, Leipziger Rats- und Handelsherr († 1700)
- 05. Februar: Anne-Jules de Noailles, Marschall von Frankreich († 1708)
- 18. Februar: Adalbert von Schleifras, Fürstabt von Fulda († 1714)
- 26. Februar: Tomás Marín González de Poveda, spanischer Offizier, Kolonialadministrator und Gouverneur von Chile († 1703)
- 03. März: Johann Daniel Arcularius, deutscher Logiker und lutherischer Theologe († 1710)
- 08. März: Hans von Assig, deutscher Dichterjurist († 1694)
- 27. April: Charlotte Amalie von Hessen-Kassel, Königin von Dänemark († 1714)
- 09. Mai: Johann Martin Veith, Schweizer Maler († 1717)
- 26. Mai: John Churchill, 1. Duke of Marlborough, englischer Feldherr im Spanischen Erbfolgekrieg und erster Herzog von Marlborough († 1722)
- 31. Mai: Johann Jakob Müller, deutscher Moralphilosoph († 1716)
- 03. Juni: Ferdinand Christoph Harpprecht, württembergischer Rechtswissenschaftler († 1714)
- 30. Juni: Wilhelmine Ernestine von Dänemark, Kurfürstin von der Pfalz († 1706)
- 06. Juli: Friedrich Kasimir Kettler, Herzog von Kurland und Semgallen († 1698)
- 07. August: Louis Joseph de Lorraine, Herzog von Guise († 1671)
- 16. August: Vincenzo Maria Coronelli, Kartograf, Kosmograph und Hersteller von Globen († 1718)
- 27. August: Johann Samuel Welter, deutscher Komponist († 1720)
- 27. August: Philipp Karl von Wylich und Lottum, preußischer Generalfeldmarschall († 1719)
- 03. September: Jeremy Collier, englischer Geistlicher († 1726)
- 07. September: Juan Manuel Fernández Pacheco, Herzog von Escalona, Vizekönig von Navarra, Katalonien, Aragón, Sizilien und Neapel († 1725)
- 16. September: Friedrich Wilhelm, Graf von Rietberg († 1677)
- 21. Oktober: Jean Bart, Korsar aus Dünkirchen in den Diensten des französischen Königs Ludwig des XIV. († 1702)

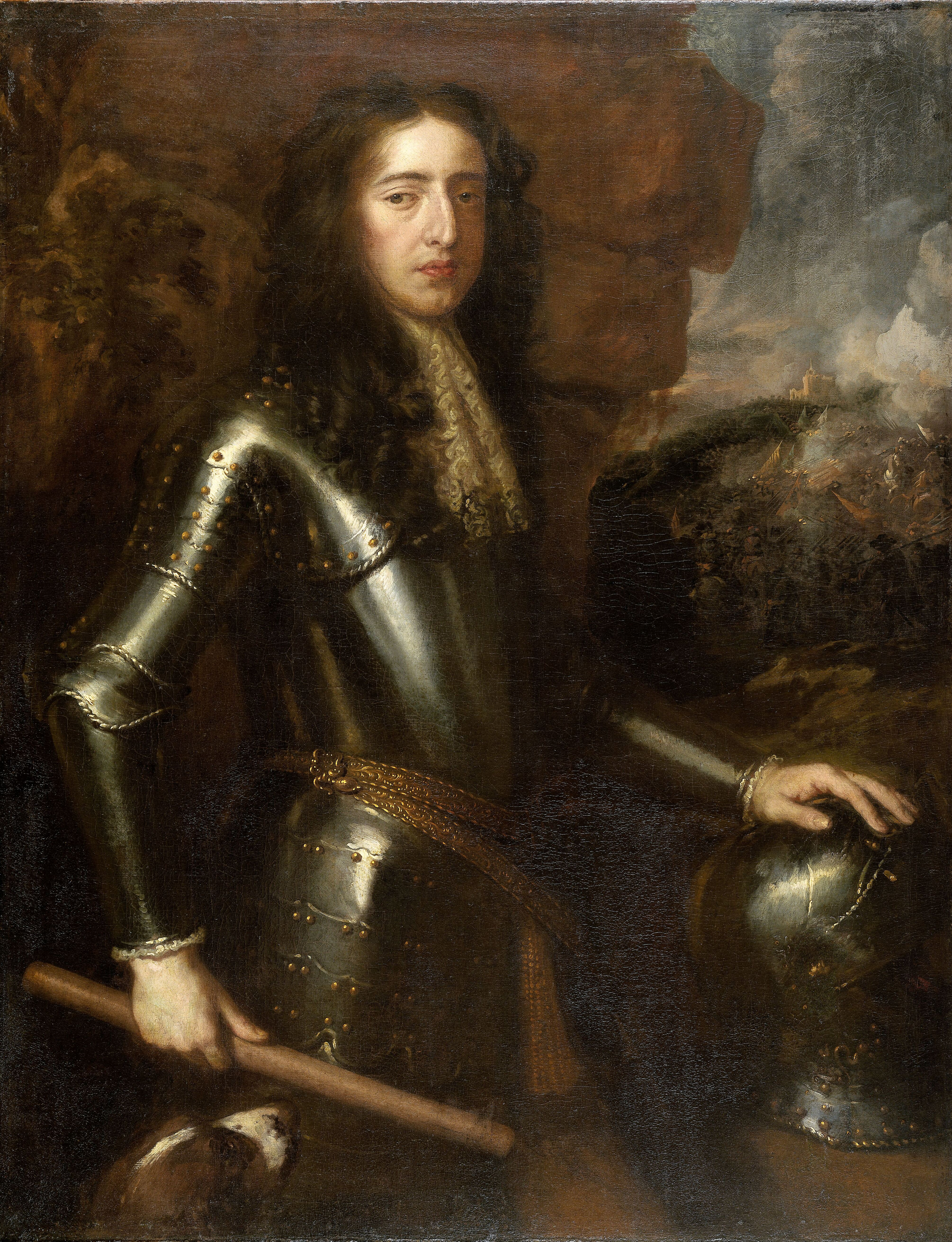
Wilhelm III. von Oranien, der spätere König von England, Schottland und Irland, im Jahre 1677

- 14. November: Wilhelm III., König von England, Schottland und Irland († 1702)
- 19. November: Heinrich, einziger Regent von Sachsen-Gotha-Römhild, Landgraf in Thüringen und königlich preußischer Feldzeugmeister (Generalmajor) († 1710)
- 30. November: Domenico Martinelli, italienischer Architekt, der auch in Wien tätig war († 1719)
- 03. Dezember: August, Dompropst von Magdeburg († 1674)
- 06. Dezember: Johann Friedrich Mayer, deutscher lutherischer Theologe († 1712)
- 17. Dezember: Christoph Arnold, deutscher Astronom († 1695)
- 25. Dezember: Josef Langer, tschechischer Wissenschaftler der Piaristen, Mathematiker und Astronom († 1711)
- 27. Dezember: Johann Achamer, österreichischer Metall- und Glockengießer († 1712)

### Genaues Geburtsdatum unbekannt
- Benedikt von Ahlefeldt, Herr auf Osterrade, Kluvensiek, Sehestedt, Kronsburg und Träger des Danebrog-Ordens († 1712)
- Joachim von Ahlefeldt, Amtmann und Landrat von Cismar († 1701)
- Johann Anton Coberg, deutscher Komponist († 1708)
- Johann Heinrich Florin, deutscher evangelischer Geistlicher und Hochschullehrer († 1700)
- Miklós Misztótfalusi Kis, ungarischer Schriftgießer, Typograph und Drucker († 1702)
- Joachim Neander, deutscher Dichter von Kirchenliedern († 1680)
- William Talman, englischer Architekt († 1719)

### Geboren um 1650
- Richard Waller, englischer Naturforscher, Übersetzer und Illustrator († 1715)

## Gestorben

### Erstes Halbjahr
- 05. Januar: Heinrich Schlik zu Bassano und Weißkirchen, kaiserlicher Feldmarschall und Hofkriegsratspräsident (* 1580)
- 07. Januar: Ludwig I., Fürst von Anhalt-Köthen (* 1579)
- 17. Januar: Tommaso Dolabella, italienischer Maler (* um 1570)
- 18. Januar: Matteo Rosselli, italienischer Maler (* 1578)
- 26. Januar: Johann Ludwig von Erlach, Schweizer Söldnerführer (* 1595)

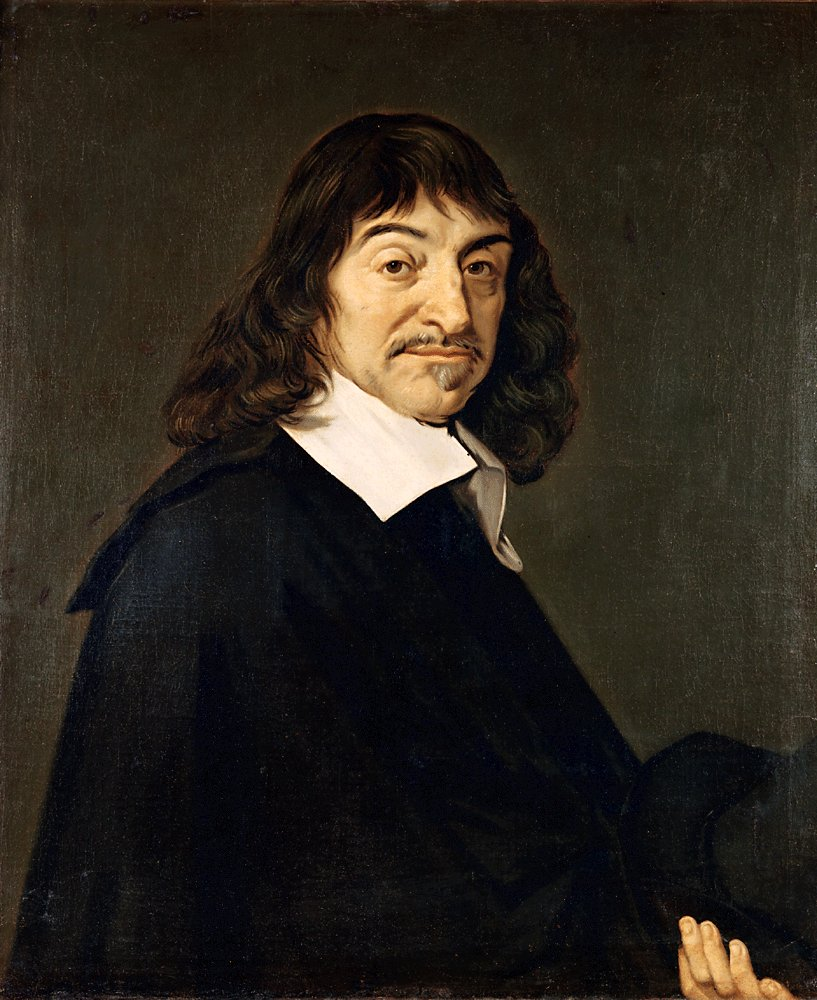
René Descartes, 1648

- 11. Februar: René Descartes, französischer Philosoph, Mathematiker und Naturwissenschaftler (* 1596)
- 16. März: Sophie Elisabeth von Brandenburg, Herzogin von Sachsen-Altenburg (* 1616)
- 17. März: Carl Carlsson Gyllenhielm, schwedischer Politiker, Feldmarschall und Reichsadmiral (* 1574)
- 18. März: Filippo Vitale, italienischer Maler (* 1589/90)
- 25. März: Elisabeth von Braunschweig-Wolfenbüttel, Herzogin von Sachsen-Altenburg (* 1593)
- 29. März: Cornelius Galle der Ältere, niederländischer Zeichner und Kupferstecher (* 1576)
- 03. April: Christian Gueintz, Pädagoge und Sprachgelehrter (* 1592)
- 04. April: Wilhelm Dilich, deutscher Baumeister, Kupferstecher, Zeichner, Topograph und Militärschriftsteller (* 1571)
- 22. April: Stephan Hansen Stephanius, dänischer Philologe und Historiker (* 1599)
- 07. Mai: Anton von Ditfurth, Mitglied der Fruchtbringenden Gesellschaft (* 1588)
- 07. Mai: Kanō Naonobu, japanischer Maler (* 1607)
- 21. Mai: James Graham, 1. Marquess of Montrose, schottischer Adliger (* 1612)
- 27. Mai: Anthony Ascham, englischer Adeliger, Parlamentarier und Diplomat (* 1614/1617/1618)
- 28. Mai: Agnes, Prinzessin von Hessen-Kassel und Fürstin von Anhalt-Dessau (* 1606)
- 04. Juni: Johann Caspar Unrath, deutscher Rechtswissenschaftler (* 1608)
- 08. Juni: Maximilian von und zu Trauttmansdorff, österreichischer Politiker (* 1584)
- 13. Juni: Franz Christoph von Khevenhüller, kaiserlicher Gesandter in Madrid und österreichischer Historiker (* 1588)
- 19. Juni: Matthäus Merian, schweizerisch/deutscher Kupferstecher und Verleger (* 1593)
- 28. Juni: Gioacchino Assereto, Genueser Maler (* 1600)

### Zweites Halbjahr
- 18. Juli: Christoph Scheiner, deutscher Jesuitenpater, Optiker und Astronom (* 1573)
- 20. Juli: Iwasa Matabē, japanischer Maler (* 1578)
- 09. August: Jerzy Ossoliński, polnisch-litauischer Staatsmann (* 1595)
- 31. August: Michael Behm, deutscher evangelischer Theologe (* 1612)
- 13. September: Ferdinand von Bayern, Erzbischof von Köln (* 1577)
- 14. September: Josias Rantzau, deutscher Heerführer, Marschall von Frankreich (* 1609)
- 20. September: Bodo von Hodenberg, deutscher Dichter (* 1604)
- 22. September: Barthold van Gent, Sprecher der niederländischen Gesandtschaft bei den Westfälischen Friedensverhandlungen (* 1575)
- 24. September: Charles de Valois, Herzog von Auvergne und Herzog von Angoulême (* 1573)
- 26. Oktober: Fernando de Alva Ixtlilxóchitl, Historiker im frühkolonialen Mexiko (* um 1568 oder um 1578)
- 06. November: Wilhelm II., Fürst von Oranien und Statthalter von Holland und Seeland (* 1626)
- 08. November: Camillo II. Gonzaga di Novellara, Graf von Novellara und Bagnolo (* 1581)
- 09. November: Claude de Mesmes, französischer Diplomat (* 1595)
- 02. Dezember: Charlotte-Marguerite de Montmorency, Fürstin von Condé (* 1594)
- 16. Dezember: Philipp von der Pfalz, pfälzischer Prinz (* 1627)
- 17. Dezember: Agnes Schmitt, Opfer der Hexenverfolgung in Friesenhagen (* 1600)
- 31. Dezember: Dorgon, chinesischer Regent (* 1612)